# Druivenkoers 2019
La Druivenkoers 2019, cinquantanovesima edizione della corsa, valida come evento di classe 1.1 dell'UCI Europe Tour 2019, si svolse il 28 agosto 2019 su un percorso di 198,3 km, con partenza ed arrivo ad Overijse, in Belgio. Fu vinta dall'olandese Arvid de Kleijn, che terminò la gara in 4h44'48" alla media di 41,713 km/h, precedendo i belgi Gianni Vermeersch e Tom Van Asbroeck.
Dei 143 ciclisti alla partenza furono 90 a portare a termine la gara.

## Squadre partecipanti
| N.      | Cod. | Squadra                    |
| ------- | ---- | -------------------------- |
| 1-7     | WGG  | Wanty-Gobert Cycling Team  |
| 11-17   | COF  | Cofidis, Solutions Crédits |
| 21-27   | COC  | Corendon-Circus            |
| 31-37   | ICA  | Israel Cycling Academy     |
| 41-47   | ROC  | Roompot-Charles            |
| 51-57   | SVB  | Sport Vlaanderen-Baloise   |
| 61-67   | TDE  | Total Direct Énergie       |
| 71-76   | VCB  | Vital Concept-B&B Hotels   |
| 81-87   | WVA  | Wallonie Bruxelles         |
| 91-97   | BRT  | BEAT Cycling Club          |
| 101-107 | DHB  | Canyon dhb p/b Bloor Homes |

| N.      | Cod. | Squadra                 |
| ------- | ---- | ----------------------- |
| 111-117 | DSU  | Development Team Sunweb |
| 121-127 | EVO  | EvoPro Racing           |
| 131-136 | IAM  | IAM Excelsior           |
| 141-146 | VIV  | Massi Vivo-Grupo Oresy  |
| 151-157 | MET  | Metec-TKH CC p/b Mantel |
| 161-166 | MTA  | Monkey Town-à Bloc CT   |
| 171-177 | TIS  | Tarteletto-Isorex       |
| 181-187 | CIB  | Cibel                   |
| 191-197 | TCO  | Team Coop               |
| 201-207 | CCD  | Differdange-GeBa        |
| 211-217 | WGN  | Team Wiggins-Le Col     |

## Ordine d'arrivo (Top 10)
| Pos. | Corridore          | Squadra    | Tempo    |
| ---- | ------------------ | ---------- | -------- |
| 1    | Arvid de Kleijn    | Metec-TKH  | 4h44'48" |
| 2    | Gianni Vermeersch  | Corendon   | s.t.     |
| 3    | Tom Van Asbroeck   | Israel     | s.t.     |
| 4    | Fabian Lienhard    | IAM        | s.t.     |
| 5    | Timothy Dupont     | Wanty      | s.t.     |
| 6    | Benjamin Declercq  | Vlaanderen | s.t.     |
| 7    | Martijn Budding    | BEAT       | s.t.     |
| 8    | Guillaume Boivin   | Israel     | s.t.     |
| 9    | Huub Duyn          | Roompot    | s.t.     |
| 10   | Nick van der Lijke | Roompot    | s.t.     |